# Lalage aurea
Lalage aurea là một loài chim trong họ Campephagidae.